# Lythria purpuraria
The Purple-barred Yellow (Lythria purpuraria) là một loài bướm đêm thuộc họ Geometridae. Nó được tìm thấy ở miền tây châu Âu to Siberia, Nga, Ukraina, Turkmenistan và Kazakhstan.
Con trưởng thành bay từ tháng 4 đến tháng 6 và again từ tháng 7 đến tháng 9. It là một day-flying species. Có hai lứa trưởng thành một năm.
Ấu trùng ăn Polygonum aviculare.

## Hình ảnh

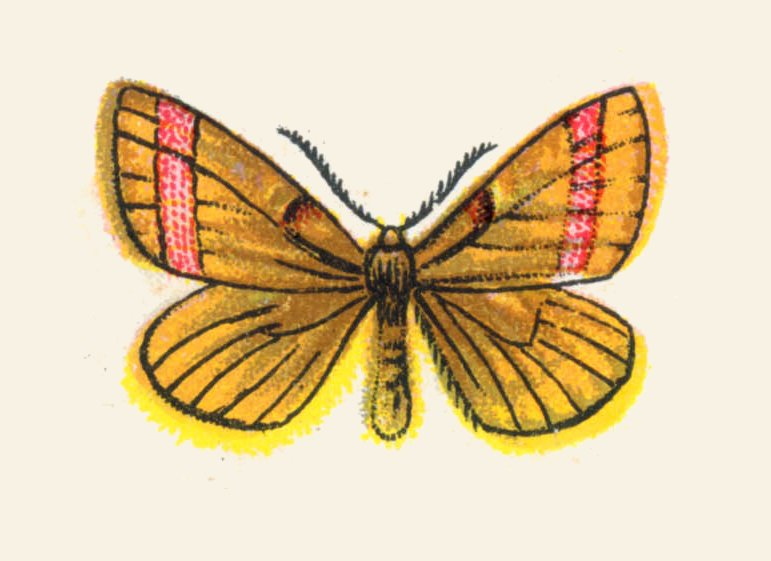